# Dario Šarić
Dario Šarić (Šibenik, Croácia, 8 de abril de 1994) é um jogador croata de basquete profissional que atualmente joga pelo Sacramento Kings na National Basketball Association (NBA).
Após jogar na Cróacia e na Turquia, ele foi selecionado pelo Orlando Magic como a 12ª escolha geral no draft da NBA de 2014.

## Carreira profissional

### Primeiros anos
Šarić começou sua carreira profissional em 2009 no Zrinjevac. Depois de ingressar no Zagreb no meio da temporada de 2009-10 e passar grande parte da temporada 2010-11 emprestado ao Dubrava, Šarić venceu a EuroLeague Sub-20 em maio de 2011, ao lado dos companheiros Mario Hezonja e Dominik Mavra. Depois de registrar um triplo-duplo na final com 19 pontos, 14 rebotes e 10 assistências, ele foi eleito o MVP do torneio.
Em 2012, ele assinou com o Bilbao Basket e foi emprestado ao Split em 2012. No entanto, devido a uma sanção da FIBA, ele não assinou com o Bilbao. Depois disso, ele treinou com o Split, mas não jogou com eles.

### Cibona Zagreb (2012–2014)

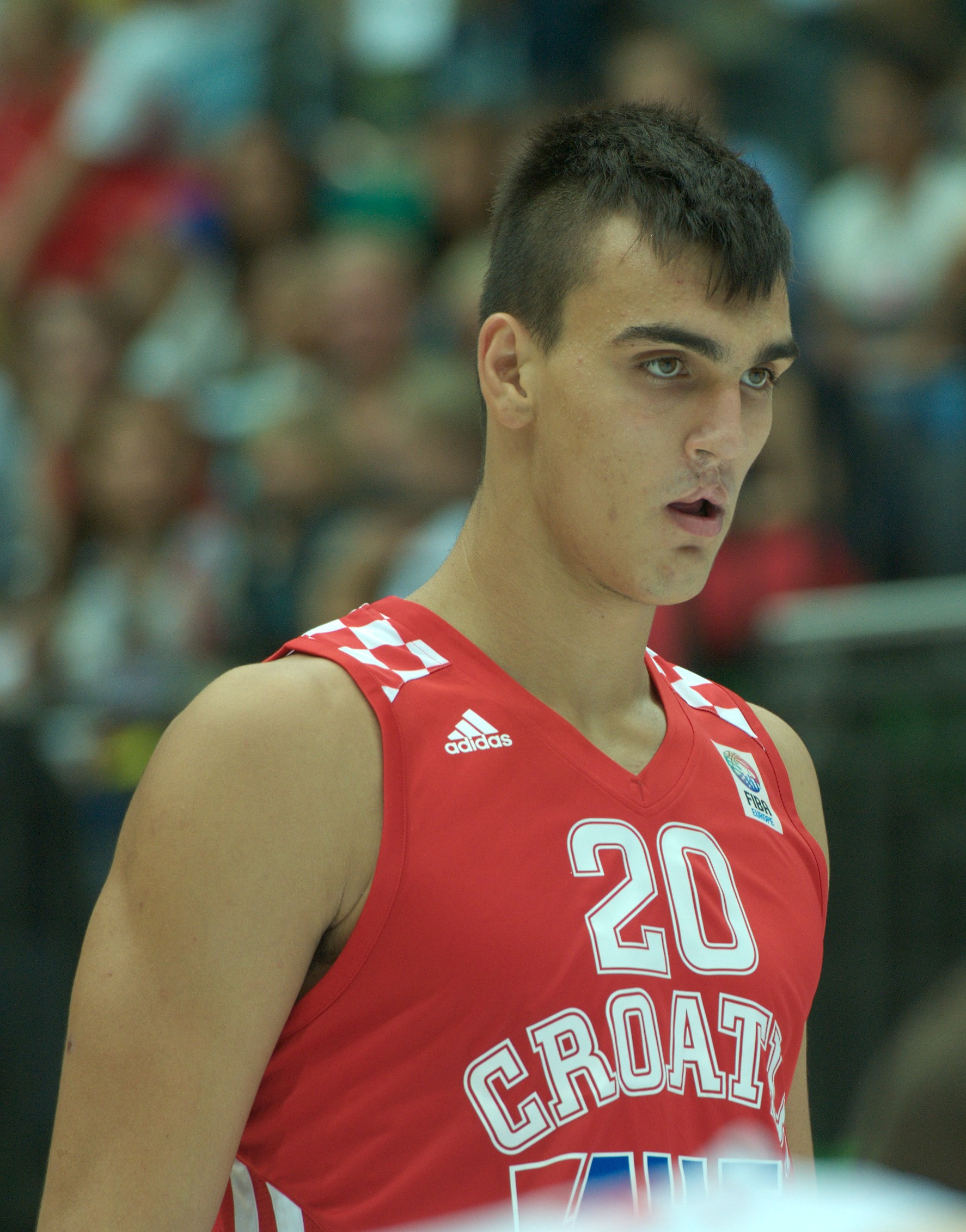
Šarić em 2012

Em novembro de 2012, ele assinou um contrato de quatro anos com o clube croata Cibona.
Šarić decidiu inicialmente se declarar para o draft da NBA de 2013. No entanto, dois dias após a declaração inicial, ele decidiu não participar e planejava jogar pelo Cibona por pelo menos mais uma temporada. Šarić iria, no entanto, declarar-se oficialmente para o draft mais uma vez em 14 de abril de 2013. Finalmente, Šarić retirou-se totalmente do draft, por causa de seu desejo de ficar na Europa por mais um ano.
Em 2013, ele venceu a Copa e a Liga da Croácia e ganhou o Prêmio de MVP das finais.
Ele foi nomeado o Jogador Jovem do Ano da FIBA em fevereiro de 2014. Em abril de 2014, ele foi selecionado para o time ideal e também nomeado o MVP da Liga Adriática com médias de 16,7 pontos, 9,7 rebotes e 3,2 assistências. No Final Four da competição, Cibona acabou vencendo o título e Šarić foi o MVP.

### Anadolu Efes (2014–2016)
Em 24 de junho de 2014, ele assinou um contrato com a equipe turca Anadolu Efes. O Orlando Magic selecionou Šarić como a 12º escolha geral no draft da NBA de 2014, mas foi negociado com o Philadelphia 76ers em troca de Elfrid Payton na noite do draft. Após o draft, Šarić afirmou que planejava jogar na Europa por pelo menos mais um ano, mas prometeu que acabaria jogando na NBA.
No início da temporada de 2014-15, o pai de Šarić criticou o treinador principal do Efes, Dušan Ivković, por não colocar Dario na escalação para os jogos da Liga Turca, ameaçando abertamente a possível rescisão do contrato. Ele foi nomeado o MVP do mês da EuroLeague no mês de novembro, tornando-se o vencedor mais jovem. Em 4 jogos no mês, ele teve médias de 15,5 pontos e 7,8 rebotes.
Em 27 jogos da EuroLeague na temporada de 2014-15, Šarić teve médias de 9,9 pontos, 6,4 rebotes e 2,3 assistências.

### Philadelphia 76ers (2016–2018)
Em 15 de julho de 2016, Šarić assinou um contrato de 2 anos e US$4.7 milhões com o Philadelphia 76ers.
Em apenas seu terceiro jogo na NBA, em 1º de novembro de 2016, Šarić marcou 21 pontos na derrota por 103–101 para o Orlando Magic. Em 3 de dezembro de 2016, ele teve um segundo jogo de 21 pontos na derrota por 107–106 para o Boston Celtics. Em 9 de fevereiro de 2017, ele marcou 26 pontos na vitória por 112–111 sobre o Magic.
Em 2 de março de 2017, ele foi nomeado o Novato do Mês da Conferência Leste pelos jogos disputados em fevereiro, depois que seu companheiro de equipe, Joel Embiid, venceu todos os meses anteriores. Em 12 de março de 2017, ele marcou 29 pontos, o recorde de sua carreira, na vitória por 118–116 sobre o Los Angeles Lakers. Ele ultrapassou essa marca em 24 de março de 2017, marcando 32 pontos na vitória por 117–107 sobre o Chicago Bulls. Em 3 de abril de 2017, ele foi nomeado o Novato do Mês da Conferência Leste pelo segundo mês consecutivo. Após a temporada, ele foi nomeado para a Primeira-Equipe de Novatos da NBA e terminou em segundo lugar na votação do Prêmio de Novato do Ano, atrás de Malcolm Brogdon.
Em 7 de novembro de 2017, Šarić marcou 25 pontos, o recorde da temporada, na vitória por 104–97 sobre o Utah Jazz. Foi a quinta vitória consecutiva dos 76ers, a mais longa desde a temporada de 2011-12. Em 21 de dezembro de 2017, ele quase teve um triplo-duplo com 18 pontos, 10 rebotes e nove assistências na derrota por 114-109 para o Toronto Raptors.
No Jogo 4 da segunda rodada dos playoffs contra os Celtics, Šarić marcou 25 pontos em uma vitória por 103–92, ajudando os 76ers a reduzir o déficit da série para 3–1. A equipe acabou perdendo no Jogo 5, apesar dos 27 pontos e 10 rebotes de Šarić.

### Minnesota Timberwolves (2018–2019)
Em 12 de novembro de 2018, Šarić foi negociado, junto com Jerryd Bayless, Robert Covington e uma escolha de segunda rodada de 2022, com o Minnesota Timberwolves em troca de Jimmy Butler e Justin Patton.
Dois dias depois, ele fez sua estreia pelos Timberwolves e marcou nove pontos na vitória por 107-100 sobre o New Orleans Pelicans. Em 24 de novembro, ele registrou 19 pontos e 14 rebotes na vitória por 111–96 sobre o Chicago Bulls.
Šarić estava insatisfeito com o seu papel no banco de reservas. Desde a sua passagem inicial pelos Timberwolves, ele não viu muito tempo como titular.

### Phoenix Suns (2019–2023)
Em 6 de julho de 2019, Šarić, junto com Cameron Johnson, foi negociado com o Phoenix Suns em troca de Jarrett Culver.
Em 24 de novembro, Šarić registrou 18 pontos e 17 rebotes na derrota por 116–104 para o Denver Nuggets. Em 14 de dezembro, na Cidade do México, ele teve 19 pontos e 17 rebotes, o recorde de sua carreira, em uma derrota por 121–119 na prorrogação para o San Antonio Spurs.
Devido ao sucesso que teve como titular na temporada passada e como sexto homem na bolha de 2020, Šarić assinou uma extensão de três anos e US$ 27 milhões com os Suns em 28 de novembro de 2020. Em 6 de julho de 2021, no Jogo 1 das Finais da NBA de 2021 contra o Milwaukee Bucks, Šarić sofreu uma ruptura no ligamento cruzado anterior do joelho direito e, no dia seguinte, os Suns anunciaram que Šarić ficaria de fora por tempo indeterminado.
Šarić foi submetido a uma cirurgia em seu ACL no início de agosto de 2021 e perdeu toda a temporada de 2021–22. Em 5 de maio de 2022, Šarić foi submetido a uma cirurgia de menisco e foi descartado indefinidamente. Ele voltou a tempo para o início da temporada de 2022–23.

### Oklahoma City Thunder (2023–2024)
Em 9 de fevereiro de 2023, Šarić foi negociado, juntamente com uma escolha de segunda rodada de 2029, para o Oklahoma City Thunder em troca de Darius Bazley.
Em 15 de fevereiro, Šarić fez sua estreia no Thunder e registrou 12 pontos e cinco rebotes na vitória por 133-96 sobre o Houston Rockets.

### Golden State Warriors (2023–2024)
Em 12 de julho de 2023, Šarić assinou um contrato com o Golden State Warriors.

### Denver Nuggets (2024–Presente)
Em 12 de julho de 2024, Šarić assinou um contrato de 2 anos e US$10.5 milhões com o Denver Nuggets.

## Carreira na seleção

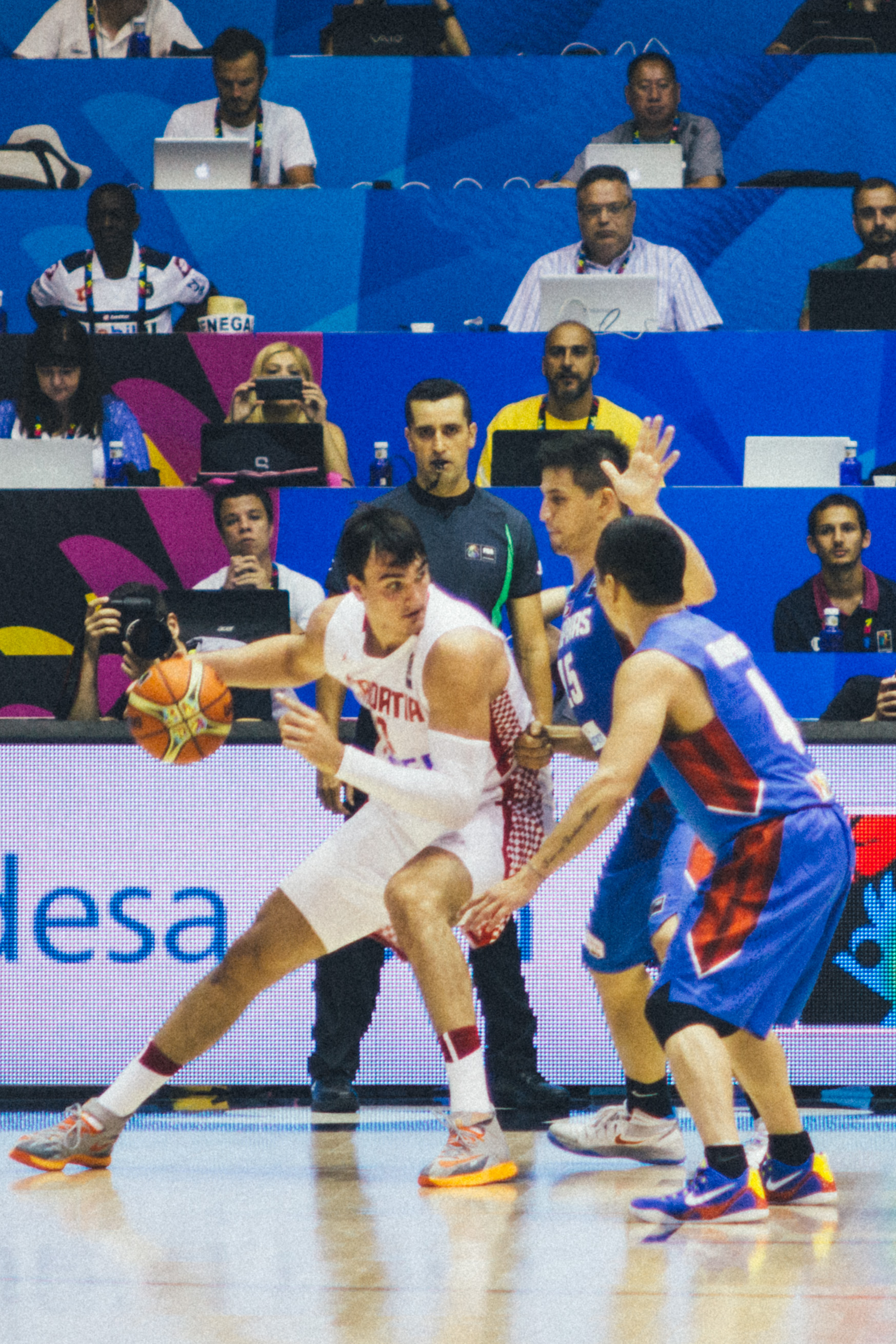
Šarić na Copa do Mundo de 2014.

Enquanto jogava pela Seleção Croata Sub-16, Šarić foi eleito o MVP do Basket Sub-16 de 2010 por votação unânime, depois de liderar o torneio em pontuação (24,3 ppg) e rebotes (11,5 rpg). Ele registrou um triplo-duplo de 30 pontos, 11 rebotes, 11 assistências na final, tornando-se apenas o segundo jogador a fazê-lo depois de Ricky Rubio em 2006.
Ele ganhou a medalha de ouro com a Seleção Croata Sub-18 no EuroBasket Sub-18 de 2012, onde terminou em primeiro em pontuação (25,6 ppg) e em segundo em rebotes (10,1 rpg). Logo depois de marcar 39 pontos para levar a Croácia à vitória na final contra a Lituânia, Šarić foi eleito por unanimidade como MVP do torneio.
Šarić também jogou com a Seleção Croata Sub-19 na Copa do Mundo Sub-19 de 2011, onde terminou em quarto lugar na pontuação (18,1 ppg) e terceiro em rebotes (10,1 rpg), apesar de ser um dos participantes mais jovens aos 17 anos de idade. Ele também jogou na Copa do Mundo Sub-19 de 2013, onde teve média de 20,3 pontos, 11,2 rebotes, 4,9 assistências e foi nomeado para a Equipe do Torneio.
Šarić representou a Seleção Croata em um grande torneio da FIBA pela primeira vez no EuroBasket de 2013, onde teve médias de 5,5 pontos e 3,2 rebotes. Durante a Copa do Mundo de 2014, ele teve seis dentes arrancados em uma partida contra a Argentina. Ele permaneceu no jogo por alguns minutos e acertou uma cesta de três pontos antes de ser colocado no banco para receber atendimento médico.
Ele jogou no EuroBasket de 2015, onde foi eliminado nas oitavas de final pela República Tcheca. Em 6 jogos do torneio, ele teve médias de 9,7 pontos, 6,3 rebotes e 2,7 assistências. Šarić jogou nos Jogos Olímpicos de 2016, onde foi eliminado nas quartas-de-final pela Sérvia. Em 6 jogos do torneio, ele teve médias de 11,8 pontos, 6,7 rebotes e 3,2 assistências.
Šarić representou a Croácia no EuroBasket de 2017. onde foi eliminada nas oitavas de final pela Rússia. Em 5 jogos do torneio, ele teve médias de 14,8 pontos, 6,7 rebotes e 2,5 assistências. Em 2022, após se recuperar de uma cirurgia no menisco, Šarić jogou no EuroBasket de 2022.

## Vida pessoal
Šarić nasceu com lábio leporino. Ele é filho de dois jogadores de basquete, Predrag e Veselinka. Seus apelidos incluem "The Homie", "Super Dario" e "Šiši" (pronuncia-se "shi-shi").
Em 2018, Šarić anunciou que lançaria um documentário sobre sua vida intitulado Always the Same. Foi lançado em 1º de março de 2020.

## Estatísticas da carreira

### NBA

#### Temporada regular
| Ano      | Equipe        | PJ  | PT  | MPJ  | AP   | 3P   | LL   | RT  | AS  | BR | TO | PPJ  |
| -------- | ------------- | --- | --- | ---- | ---- | ---- | ---- | --- | --- | -- | -- | ---- |
| 2016–17  | Philadelphia  | 81  | 36  | 26.3 | .411 | .311 | .782 | 6.3 | 2.2 | .4 | .7 | 12.8 |
| 2017–18  | Philadelphia  | 78  | 73  | 29.6 | .453 | .393 | .860 | 6.7 | 2.6 | .3 | .7 | 14.6 |
| 2018–19  | Philadelphia  | 13  | 13  | 30.5 | .364 | .300 | .900 | 6.6 | 2.0 | .2 | .3 | 11.1 |
| 2018–19  | Minnesota     | 68  | 28  | 23.9 | .454 | .383 | .875 | 5.5 | 1.5 | .6 | .1 | 10.5 |
| 2019–20  | Phoenix       | 66  | 51  | 24.7 | .476 | .357 | .844 | 6.2 | 1.9 | .6 | .2 | 10.7 |
| 2020–21  | Phoenix       | 50  | 4   | 17.4 | .447 | .348 | .848 | 3.8 | 1.3 | .6 | .1 | 8.7  |
| 2022–23  | Phoenix       | 37  | 12  | 14.4 | .427 | .391 | .818 | 3.8 | 1.5 | .4 | .1 | 5.8  |
| 2022–23  | Oklahoma City | 20  | 0   | 13.7 | .515 | .391 | .844 | 3.3 | .9  | .4 | .1 | 7.4  |
| 2023–24  | Golden State  | 64  | 9   | 17.2 | .466 | .376 | .849 | 4.4 | 2.3 | .5 | .2 | 8.0  |
| Carreira | Carreira      | 477 | 226 | 21.9 | .445 | .361 | .846 | 5.1 | 1.8 | .4 | .2 | 9.9  |

#### Play-In
| Ano  | Equipe        | PJ | PT | MPJ  | AP   | 3P   | LL | RT  | AS | BR | TO | PPJ |
| ---- | ------------- | -- | -- | ---- | ---- | ---- | -- | --- | -- | -- | -- | --- |
| 2023 | Oklahoma City | 2  | 0  | 11.7 | .500 | .000 | –  | 2.5 | .0 | .5 | .5 | 3.0 |

#### Playoffs
| Ano      | Equipe       | PJ | PT | MPJ  | AP   | 3P   | LL   | RT  | AS  | BR  | TO | PPJ  |
| -------- | ------------ | -- | -- | ---- | ---- | ---- | ---- | --- | --- | --- | -- | ---- |
| 2018     | Philadelphia | 10 | 10 | 32.9 | .421 | .385 | .850 | 7.3 | 3.5 | 1.0 | .4 | 17.2 |
| 2021     | Phoenix      | 14 | 0  | 10.5 | .467 | .444 | .929 | 2.5 | 1.0 | .1  | .1 | 4.5  |
| Carreira | Carreira     | 24 | 10 | 21.7 | .444 | .414 | .889 | 4.9 | 2.2 | .5  | .2 | 10.8 |

### EuroLeague
| Ano      | Equipe       | PJ | PT | MPJ  | AP   | 3P   | LL   | RT  | AS  | BR | TO | PPJ  |
| -------- | ------------ | -- | -- | ---- | ---- | ---- | ---- | --- | --- | -- | -- | ---- |
| 2011–12  | Zagreb       | 4  | 3  | 15.0 | .200 | .167 | .500 | 4.5 | .5  | .3 | .3 | 2.0  |
| 2014–15  | Anadolu Efes | 27 | 22 | 24.4 | .433 | .306 | .707 | 6.4 | 2.3 | .7 | .4 | 9.9  |
| 2015–16  | Anadolu Efes | 24 | 18 | 22.4 | .500 | .403 | .939 | 5.8 | 1.5 | .5 | .5 | 11.7 |
| Carreira | Carreira     | 55 | 43 | 20.5 | .377 | .292 | .715 | 5.5 | 1.4 | .5 | .3 | 7.8  |

Fonte: